# Heide südlich Burg
Heide südlich Burg este o arie protejată (arie specială de conservare — SAC, sit de importanță comunitară — SCI) din Germania întinsă pe o suprafață de 88 ha, integral pe uscat.

## Localizare
Centrul sitului Heide südlich Burg este situat la coordonatele 52°14′22″N 11°51′28″E / 52.2394°N 11.8578°E.

## Înființare
Situl Heide südlich Burg a fost declarat sit de importanță comunitară în octombrie 2000 pentru a proteja un număr necunoscut de specii din flora spontană și fauna sălbatică aflate în arealul zonei. Situl a fost protejat și ca arie specială de conservare în decembrie 2018.

## Biodiversitate
Situată în ecoregiunea continentală, aria protejată conține 1 habitat natural: Pajiști uscate europene.
La baza desemnării sitului se află un număr nedeclarat de specii protejate:
Pe lângă speciile protejate, pe teritoriul sitului au mai fost identificate 1 specie de reptile.